# Kate Novak
Kate Novak är en amerikansk fantasy-författare. Hon är gift med författaren Jeff Grubb, som hon skrivit flera böcker tillsammans med.